# Weißlehnkopf
Weißlehnkopf är en bergstopp i Österrike. Den ligger i distriktet Innsbruck-Land och förbundslandet Tyrolen, i den västra delen av landet. Toppen på Weißlehnkopf är 2 002 meter över havet.
Den högsta punkten i närheten är Große Arnspitze, 2 196 meter över havet, 1,5 km nordost om Weißlehnkopf.
I omgivningarna runt Weißlehnkopf förekommer i huvudsak alpin tundra och i dalgångarna barrskog.